# Destine rătăcite
Destine rătăcite (Sasural Simar Ka) este un serial indian de tip dramă produs de Colors TV. Acesta a fost difuzat între 9 august 2019 și 20 iulie 2022 pe Național TV. În România au fost difuzate câte 2 episoade simultan, Național TV unind 2 episoade originale în unul românesc, așa încât în România episoadele nu au avut durata de aproximativ 25 minute, ci de 40-45 minute.

## Distribuție

### Personaje principale
- Dipika Kakar Ibrahim / Keerti Gaekwad Kelkar ca Simar Dwivedi Bhardwaj.
- Shoaib Ibrahim / Dheeraj Dhoopar / Mazher Sayed ca Prem Bhardwaj.
- Avika Gor ca
  - Roli Dwivedi Bhardwaj.
  - Jhumki – sosia lui Roli; o dansatoare a străzii.
- Manish Raisinghan ca Siddhant Bhardwaj.
- Jayati Bhatia ca Nirmala Devi "Mataji" Bhardwaj.
- Mansi Srivastava ca Prerna Bhardwaj.
- Vaishali Takkar ca Anjali "Anju" Bhardwaj.
  - Sneha Chauhan ca Anjali adolescentă.
  - Ritvi Jain ca Anjali copil.
- Varun Sharma ca Piyush Bhardwaj.
  - Heer Morabia ca Piyush copil.
- Nikki Sharma ca Roshni Kapoor Bhardwaj.
  - Bhakti Vasani ca Roshni copil.
- Monica Sharma ca Avni Sabharwal Bhardwaj.
- Krissann Barretto ca Sanjana "Sanju" Mehta Kapoor.
  - Tvisha Jain ca Sanjana copil.
- Rohan Mehra ca Sameer Kapoor.
- Vandana Vithlani ca Bhairavi Kapoor.

### Personaje recurente
- Adarsh Gautam ca Rajendra Bhardwaj
- Nishigandha Wad ca Sujata Bhardwaj
- Ashiesh Roy ca Suryendra Bhardwaj
- Jhanvi Vohra ca Karuna Bhardwaj
- Ashu Sharma ca Satyendra "Sattu" Bhardwaj
- Snehal Sahay ca Uma Bhardwaj
- Sahil Anand / Ssumier Pasricha / Vishal Nayak ca Shailendra "Shailu" Bhardwaj
- Shweta Sinha ca Pari Sachdeva Bhardwahj
- Falaq Naaz ca Jhanvi Bhardwaj Malhotra
- Kanchi Singh ca Cherry Bhardwaj
- Abhishek Sharma / Aryamann Seth ca Sankalp Bhardwaj
- Jyotsna Chandola ca Khushi Bhardwaj
- Priyamvada Kant ca Anisha: Khushi's sister
- Nimisha Vakharia ca Manoranjan Singh
- Rohit Khurana ca Shaurya Singhania
- Shikha Singh ca Meghna Singhania
- Aniruddh Singh ca Dr. Anurag Arora
- Karuna Verma ca Shanti Arora
- Shivangi Sharma ca Bhakti Jaiswal
- Kanika Shivpuri ca Pratima Arora
- Alan Kapoor ca Amar Malhotra
- Pankaj Dheer ca Jamnalal Dwivedi
- Jaya Ojha ca Meena Dwivedi
- Himani Shivpuri ca Rajjo Dwivedi
- Rakshit Wahi ca Gautam Dwivedi
- Abhinandan Jindal ca Rohan Kapoor
- Bhavesh Babani ca Child Rohan
- Khushwant Walia ca Aarav Bhardwaj
- Kenisha Bharadwaj ca Ananya Bhardwaj
- Ishani Sharma ca Aliya Choksi
- Vishal Bhardwaj ca Arjun Trivedi
- Rushad Rana ca Sumit Kapoor
- Jasveer Kaur ca Rita Kapoor
- Siddharth Shivpuri ca Vikram Agrawal
- Vikas Sethi ca Sanjeev Agrawal
- Sanjeev Jogityani ca Ravikant Agrawal
- Shweta Gautam ca Saroj Agrawal
- Sneha Shah ca Tanvi Agrawal
- Preetika Chauhan ca Ridhima Singhania
- Kajol Srivastav ca Vaidehi Saxena
- Unknown ca Hema Sabharwal
- Shabaaz Abdullah Badi ca Rahul Chaturdasni
- Vishal Aditya Singh ca Veer "Veeru" Sandhu
- Bobby Darling ca Bobby
- Swati Chitnis ca Shobha
- Sana Amin Sheikh ca Naina Srivastava
- Shalini Sahuta ca Sonia Oberoi
- Aruna Singhal / Roma Bali ca Archala Sachdeva
- Nehalaxmi Iyer ca Surbhi Sachdeva
- Amita Khopkar ca Jwala Devi
- Anshul Trivedi ca Shrikant
- Sara Khan ca Naagin Maya
- Meera Deosthale ca Priya Malik
- Hirdeyjeet Jarnail Singh ca Advocate Anup Roy
- Arun Bakshi ca Balwant Gandhi
- Dolly Chawla ca Sejal Gandhi
- Aadesh Chaudhary ca Vikrant Mehta
- Neetha Shetty ca Sunaina "Aditi" Mehta
- Minal Karpe ca Savita Mehta
- Pratik Shukla ca Karthik Mehta
- Sadhana Sharma ca Kavya Mehta
- Priyanka Bhole ca Leela
- Khyati Keswani ca Guru Maa
- Sidharth Vasudev ca Rajveer Singh
- Sayantani Ghosh ca Rajkumari Rajeshwari Parmar
- Kunika ca Thakurain
- Pratyusha Banerjee ca Mohini
- Anjali Mehta ca Sunanda
- Reshmi Ghosh ca Indravati Singh
- Meghna Naidu ca Patali Devi Gayatri
- Deblina Chatterjee ca Devika
- Ali Hassan ca Shaitan
- Arti Singh ca Madhavi
- Shagufta Ali ca Suganda
- Kashvi Kothari ca Choti Dulhan/Ruhi
- Vindhya Tiwari ca Chandramani
- Vaishnavi Dhanraj ca Kamya Raichand
- Kamalika Guha Thakurta ca Mahamaya

### Apariții speciale
- Tina Dutta ca Ichha Singh Bundela din Dragoste și ură
- Rashami Desai ca Tapasya Pratap Rathore din [[:en:Uttaran|Dragoste și ură
- Toral Rasputra ca Anandi Shekhar din Mica mireasă
- Sidharth Shukla ca Shivraj Shekhar din Mica mireasă

## A doua parte
Un nou sezon al serialului Destine rătăcite, denumit Destine rătăcite 2, a început să fie difuzat tot pe Național TV de pe 21 iulie 2022, fiind lansat imediat dupa terminarea primului sezon.